# 청평공업고등학교 축구단
청평공업고등학교 축구부는 경기도 가평군에 위치한 청평공업고등학교의 축구부이다. 청평고등학교가 운영했었던 축구부로 1998년에 창단 되었다.

## 출신 선수
- 김광석
- 오지훈

## 참고 문헌
- “KFA 통합경기정보 시스템”. 대한축구협회.

## 같이 보기
- 청평고등학교